# Álex Llorca
Alejandro Llorca Castillo (Esplugues de Llobregat, 26 de janeiro de 1989) é um basquetebolista profissional espanhol, atualmente joga no Baloncesto Fuenlabrada. O atleta que joga na posição ala possui 1,92m.

## Ligações Externas
- Álex Llorca no X